# علاءالدوله علی
علاء الدوله علی فرمانروای باوندیان طبرستان بود.

## به قدرت رسیدن
علاءالدوله در دوران حکومت پدرش، حسام‌الدوله شهریار، به دربار سلجوقیان فرستاده شد و از مقربان سلطان محمد سلجوقی گشت. او پس از بازگشت نزد پدر رفت و شهریار او را نزد برادرش، قارن، فرستاد. قارن رفتار نامناسبی در برابر او داشت و رابطهٔ میان دو برادر از اینجا به سردی گرایید.
قارن به تدریج قدرت را در طبرستان به دست گرفت و به نوعی حکومت را از پدر ستاند. علی که وضع را چنین دید از پدر جایی را خواست تا در آن از گزند قارن به دور بماند و باقی عمر در آنجا باشد. پدر دژ کوزا را به او سپرد ولی قارن کس دیگری را به دژ فرستاد و علی به روستایی کوچید. علاء الدوله قصد تدارک حمله‌ای به کمک سلجوقیان به برادر داشت که پدر از وقوع آن جلوگیری کرد.
پس از مرگ قارن فرزندش، فخرالملوک رستم، به حکومت رسید. قارن پیش از مرگ احتمال شورش‌ها و ادعاهای رقیبان علیه جانشین خود را می‌داد و بر این پایه برای رستم بیعت جمع‌آوری نموده بود. با این حال پس از مرگش رستم با نبردهایی مواجه شد که در آخر لشکر سلاجقه علاءالدوله علی را در آن پیروز گرداندند. اما سلطان محمد اجازه نداد علی از شهر اصفهان خارج شود و برادر دیگر، بهرام، از فرصت استفاده کرده و در ساری خود را «سپهسالار علی» معرفی کرده و بر قدرت نشست. علی نامه به او داد که در برابر ترک‌ها مقاومت کند ولی بهرام نامه را به سلاجقه داد تا خود به مقام اسپهبدی برسد.

## حکومت
پس از مرگ سلطان محمد جانشین او، سلطان محمد، از علی دلجویی کرده و او را آزاد کرد. علاءالدوله به طبرستان بازگشت و بر بهرام تاخت. او امور را به دست گرفت و در نبرد میان سلطان محمود و سنجر به کمک نایبان سلطان شتافت؛ ولی حاضر نشد به دربار سلطان برود و سلطان بهرام را علیه او تجهیز کرد ولی مجدداً صلح کردند و بهرام عقب‌نشینی کرد. بهرام این بار نزد اسماعیلیان رفت ولی آن‌ها رغبتی نداشتند و در نهایت نزد سنجر رفت. سنجر علاوه بر پذیرش بهرام، علی را به دربار دعوت کرد ولی علاءالدوله به دربار نرفت. سنجر هم بهرام را تجهیز و اعزام کرد ولی مجدداً بهرام از برادر شکست خورد و پس از نبرد به قتل رسید. سنجر که از بی‌رقیب شدن و قدرت مطلقهٔ علاءالدوله بیمناک شده بود، علیه او لشکر آراست ولی هر بار شکست خورد و نهایتاً به صلح با او تن داد.
در اواخر حکومت علی، پسر و جانشین او، رستم شاه غازی رشتهٔ کارها را به دست گرفت و لشکریان را بی اذن پدر به هر سوی کشانده و قلمرو را گسترش می‌داد. علا الدوله تا ۱۱۱۴ زنده بوده ولی تاریخ دقیق مرگ او مشخص نیست. پس از مرگ وی رستم و مرداویج، دو تن از پسرانش، به نبرد بر سر جانشینی پرداختند که نهایتاً رستم موفق شد مرداویج و متحدان سلجوقی او را شکست دهد.